# Agrotis conspicua
Agrotis conspicua är en fjärilsart som beskrevs av Jacob Hübner 1824. Agrotis conspicua ingår i släktet Agrotis och familjen nattflyn. Inga underarter finns listade i Catalogue of Life.